# Fritz!Box

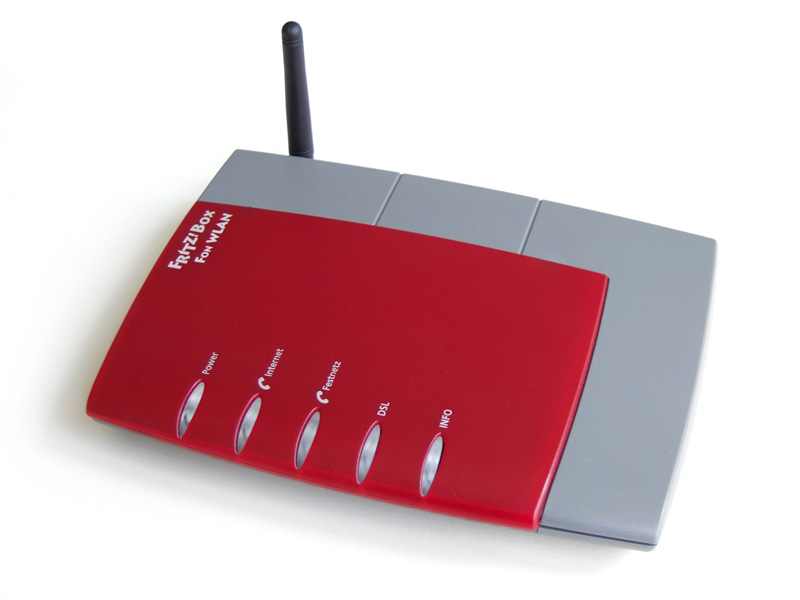
FRITZ!Box Fon WLAN 7170

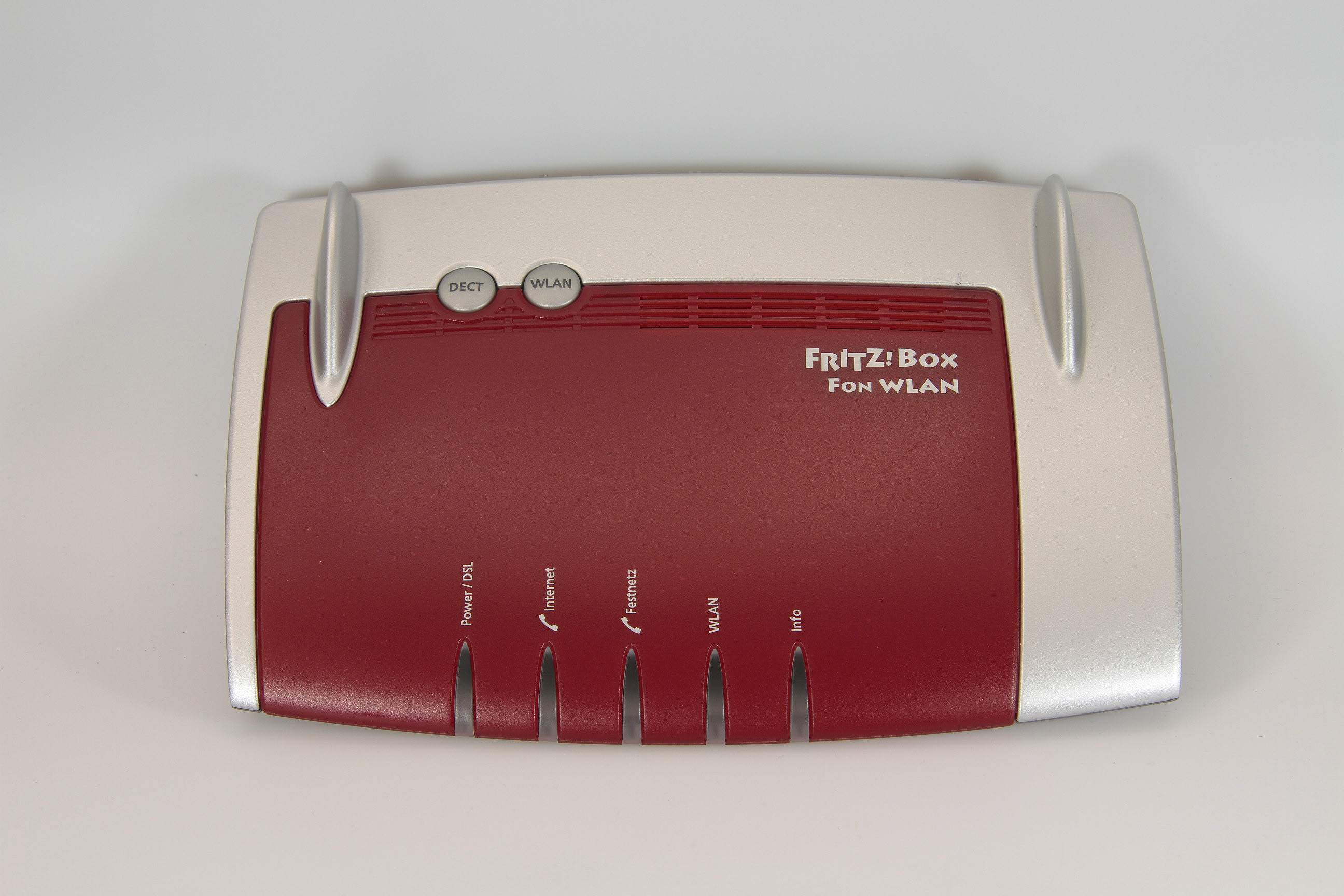
FRITZ!Box Fon WLAN 7390

FRITZ!Box — это продукт из серии маршрутизаторов немецкой компании AVM GmbH находящейся в Берлине.
Продукты марки FRITZ!Box занимают 68% рынка продаж среди маршрутизаторов в Германии. Большая часть модельного ряда сориентирована на немецкий рынок и работает по принципу ADSL-over-ISDN, имеющему большое распространение в Германии, в то время, когда мировой рынок больше ориентирован на продукты, работающие по принципу ADSL-over-POTS с аналоговым подключением к Интернету.

## Возможности
Существует несколько моделей маршрутизаторов FRITZ!Box, наиболее популярные из них объединяют такие функции, как ADSL и VoIP. Например, FRITZ!Box Fon WLAN 7390 обладает следующими функциями:
- Встроенный ADSL /ADSL2 /ADSL2+ /VDSL /Cable модем
- Маршрутизатор (WAN-интерфейс: ADSL или Ethernet)
- Коммутатор (LAN Ethernet)
- Беспроводная точка доступа Wi-Fi, поддержка IEEE802.11b/g/g++/n (до 300 Mбит/сек) и WPA2 шифрования
- Поддержка интернет-телефонии (SIP), стационарных аналоговых и ISDN-линий
- Несколько портов для аналоговых телефонов, автоответчиков и факсов
- Функции офисной АТС (переадресация, запрет вызовов, конференции, удалённый доступ и т. д.)
- Базовая станция DECT
- USB-порт для принтера и носителей информации (USB-host)
- Технология Stick@Surf — лёгкая настройка ПК для работы в беспроводной сети.

## Версии
Большинство устройств серии FRITZ!Box выпускается в трёх версиях:
- Немецкая версия для Германии — немецкий интерфейс и ADSL Annex B «цифровая»
- Немецкая версия для Австрии и Швейцарии — немецкий интерфейс и ADSL Annex A «аналоговая»
- Международная версия — английский интерфейс и ADSL Annex A или B

В России продукция FRITZ!Box распространяется в международной версии, адаптированной к российским условиям.